# Josef Willroider

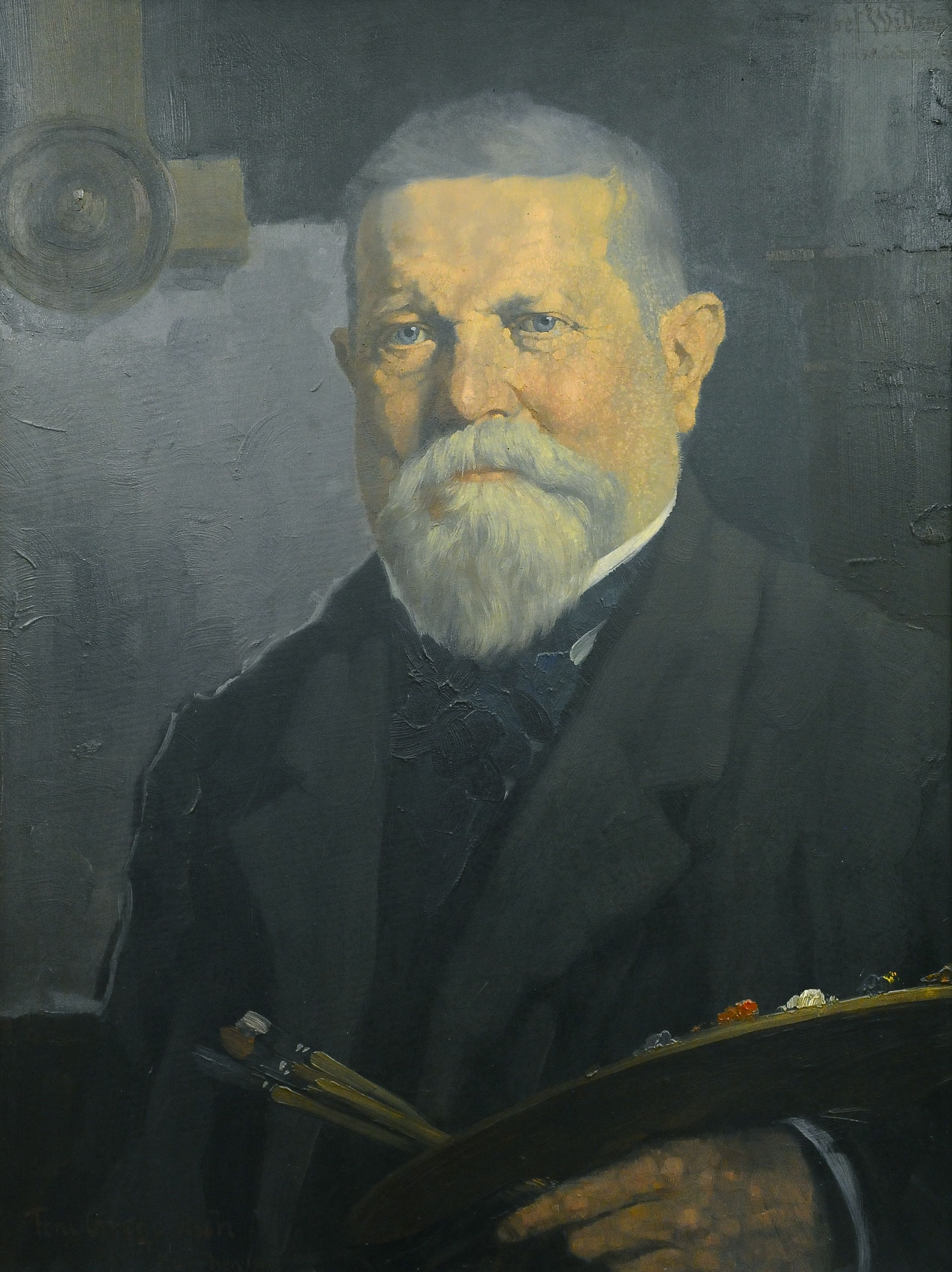
Josef Willroider, Porträt um 1900 von Anton Gregoritsch

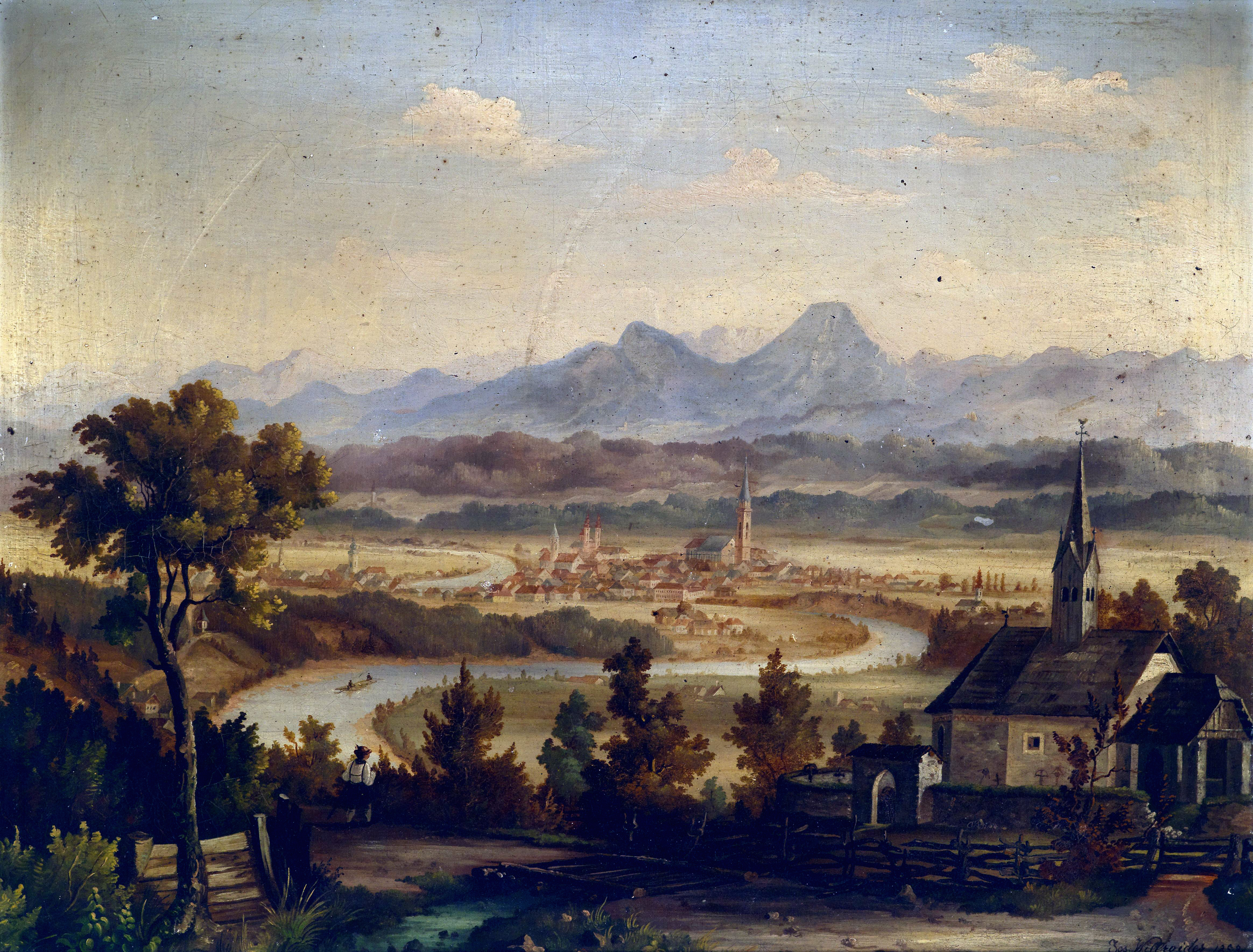
Blick auf Villach, 1858

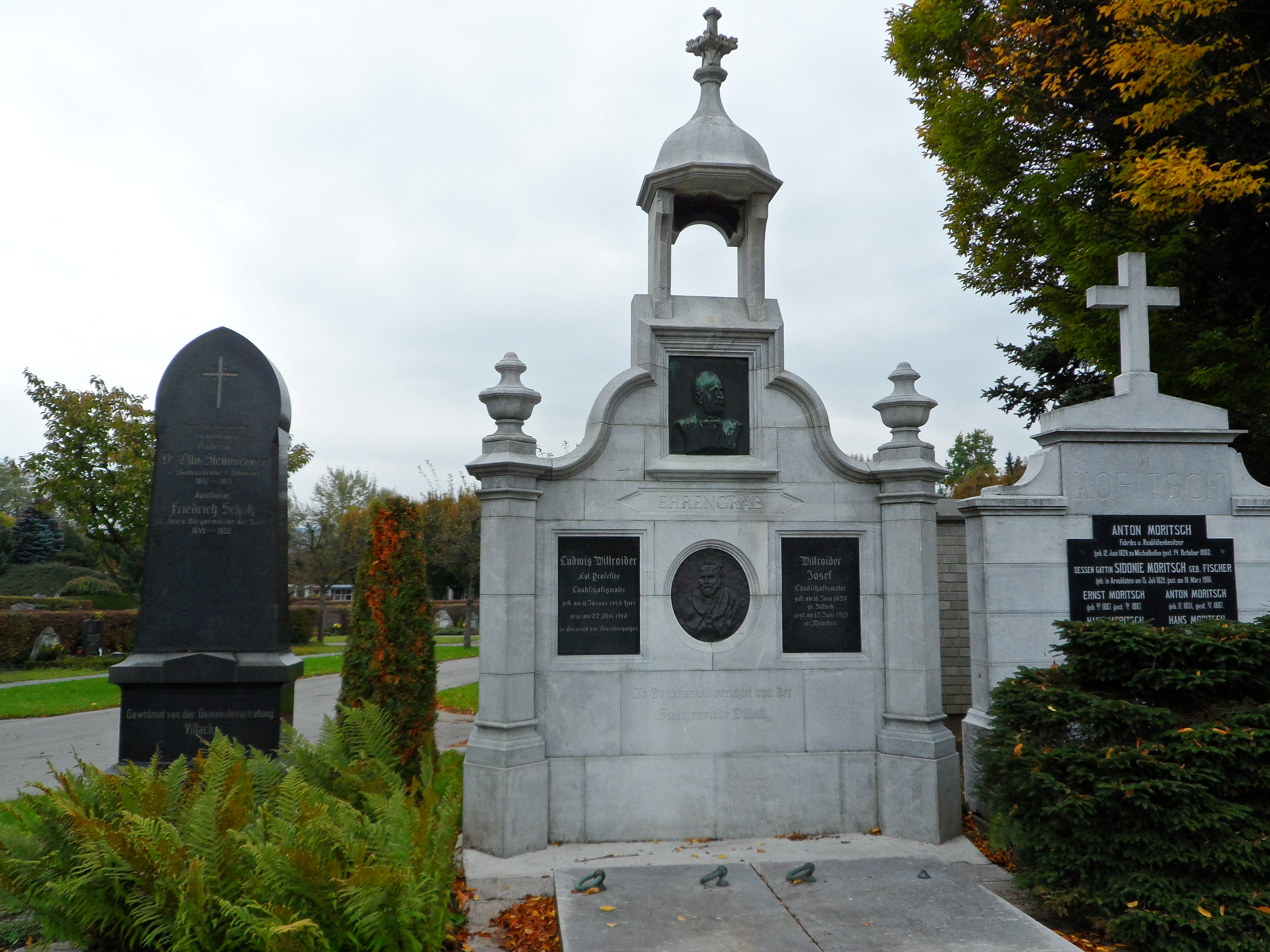
Ehrengrab für Josef und Ludwig Willroider am Zentralfriedhof Villach

Josef Willroider (* 16. Juni 1838 in Villach (Kärnten); † 12. Juni 1915 in München) war ein österreichischer Landschaftsmaler und Radierer.

## Leben
Willroider war der Sohn des Stadtbaumeisters Josef Willroider und dessen Ehefrau Josefa, geborene Kleinberger. Sein jüngerer Bruder war Ludwig Willroider, seine Schwester die Gärtnerin, Zitherspielerin und Gitarristin Anna Anderwald (* 9. Oktober 1847). Josef Willroider absolvierte zunächst eine handwerkliche Ausbildung in der Schreiner-Werkstatt seines Vaters, bevor er bei dem ebenfalls in Villach ansässigen Jakob Canciani (1820–1891) den ersten Malunterricht erhielt.
Willroider ging 1860 im Alter von 22 Jahren nach München, um sich im Selbststudium weiterzubilden und um an der dortigen Münchner Akademie zu studieren. Dennoch wird er häufig als Autodidakt bezeichnet, was insofern gerechtfertigt scheint, als er sich in seinen Studienjahren keinem Meister fest anschloss. Ein wichtiger Einfluss in dieser Zeit war in jedem Fall die Bekanntschaft mit Eduard Schleich dem Älteren, der mit Carl Spitzweg zusammen bereits in den frühen 1850er Jahren Frankreich bereist hatte und so zu den frühesten und wichtigsten Vermittlern der neuen Landschaftskonzeption der Maler von Barbizon und Fontainebleau innerhalb der Münchener Landschaftsmalerei wurde.
1866 ging Willroider für über zwei Jahrzehnte nach Düsseldorf. Er blieb dort bis 1889. In Düsseldorf machte er die Bekanntschaft der Brüder Andreas Achenbach und Oswald Achenbach, von denen der erstere in seiner Faszination für die holländische Landschaft sicher den nachhaltigsten Einfluss auf den Künstler ausübte.
Oswald Achenbach war dort von 1863 bis 1872 Professor. Mit farbenfrohen Schilderungen südlicher Landschaften brachte er einen neuen frischen Klang in die eher vom gedämpften Atelierton niederländischer Landschaftsmalerei des 17. Jahrhunderts geprägte deutsche Szene. Wie dessen Bruder Andreas, der nordische Landschaften und Seestücke bevorzugte, wurde er bestimmend für die Düsseldorfer Malerschule in der Zeit, in der Willroider in Düsseldorf lebte.
1870 trat Willroider dem berühmten Künstlerverein Malkasten bei, jener Künstlervereinigung, in der sich die progressiveren unter den Düsseldorfer Landschaftsmalern versammelten, die sich vom akademischen Traditionalismus abgrenzten und eher der aktuellen Freilichtmalerei nach französischem Vorbild nachgingen. In dieser Zeit unternahm Willroider mehrere Studienreisen, vor allem nach Norddeutschland, häufiger aber auch nach Holland.
1882 wurde er zum Ehrenmitglied der Königlichen Akademie der Bildenden Künste München ernannt, und in den Ausstellungen des Kunstvereins werden regelmäßig seine Landschaften verkauft.
1883 wurde diese Ehrung auch seinem Bruder Ludwig zugeteilt, dem der Prinzregent Luitpold 1886 auch den Professorentitel verlieh. Im Jahr 1889 kehrte er nach München zurück und bezog dort mit seinem um sieben Jahre jüngeren Bruder Ludwig ein gemeinsames Atelier in der Arkostraße. Die 1870er und 1880er Jahre brachten für beide Brüder den Aufstieg in die ersten Ränge deutscher Landschaftsmalerei.
Seine Motive fand er nun vor allem am Starnberger See und in der Umgebung von Bernried, wo er sich zusammen mit seinem Bruder aufhielt. Im Werk Josef Willroider nehmen die Kärntner Landschaften einen vergleichsweise breiten Raum ein. Seine Aussichten vom Wörthersee mit der charakteristischen Aussicht vom Maria Wörth sind hier zu nennen, aber auch Villach und seine Umgebung tauchen immer wieder in seinen Bildern auf. Die beiden Brüder hatten mit ihrer Malerei nicht nur die verdiente offizielle Anerkennung gefunden, mit ihrem künstlerischen Werk hatten sie sich einen festen Platz in der Geschichte der deutschen Landschaftsmalerei erobert.

## Ausstellungen
Im Stadtmuseum Villach ist eine ständige Ausstellung der Brüder Willroider zu besichtigen.

## Kurioses
In Stein gemeißelt ist ein Fehler auf dem Grabstein. Nach dem Grabstein wäre sein Geburtsjahr 1858 statt 1838. Dieser Fehler ist bis heute sichtbar.